# جنیفر آسپن
جنیفر آسپن (انگلیسی: Jennifer Aspen؛ زادهٔ ۹ اکتبر ۱۹۷۳) یک هنرپیشه اهل ایالات متحده آمریکا است.
او در فیلم‌های آقای وودکاک و گاهی برمی‌گردند... دوباره بازی کرده‌است.